# Gnomo (teste nuclear)

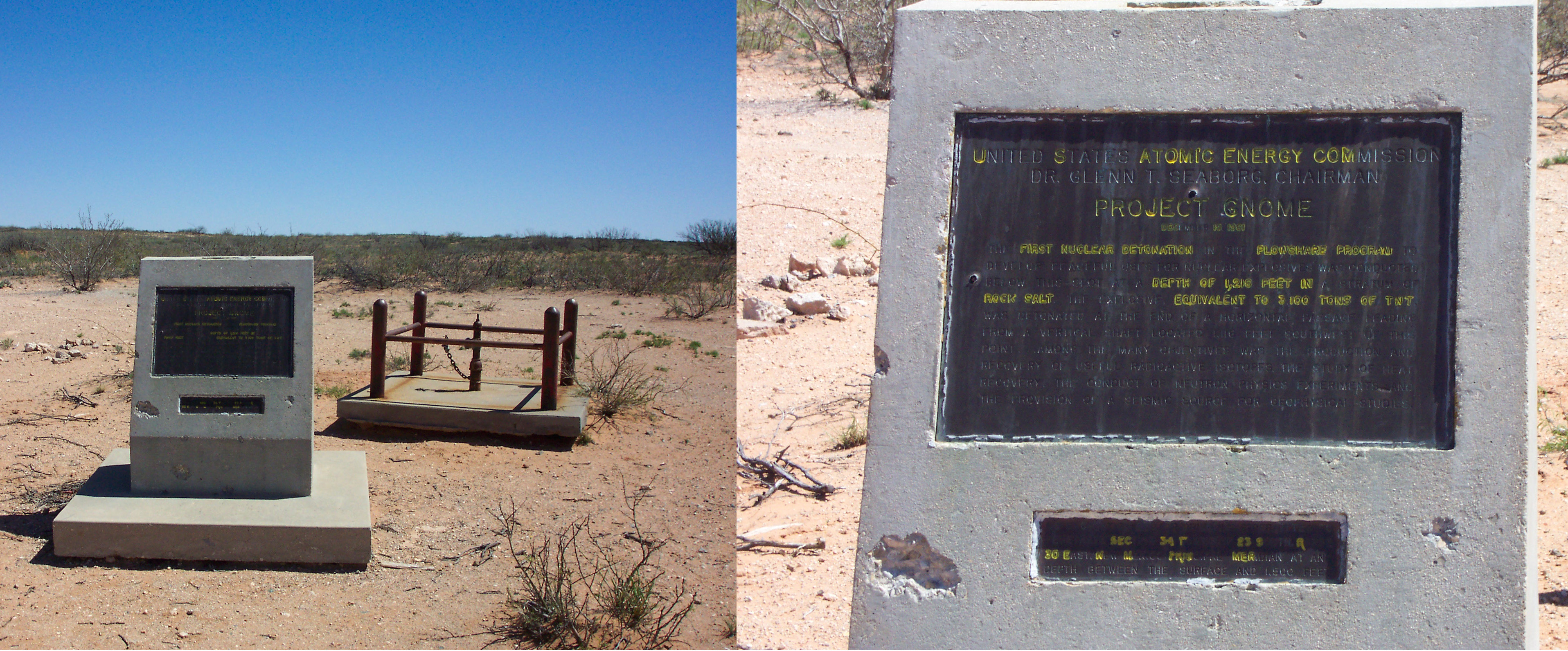
Teste nuclear Gnomo

Gnomo foi um teste nuclear dos Estados Unidos da América, tinha fins pacíficos e gerou 3 quilotons.

## História
O Gnomo começou a ser projetado em 1958, a detonação ocorreu em 10 de dezembro de 1961 em um solo rico em sal e gemas (o sal seria extraido da cavidade da explosão, e poderia ser tratado e vendido para hospitais para ser usado para a medicina nuclear), e tinha como objetivos os seguintes tópicos:
- "Estudar a possibilidade de converter o calor produzido por uma explosão nuclear em vapor para a produção de energia elétrica."
- "Explorar a viabilidade de recuperação de radioisótopos para aplicações industriais e científicas. "
- "Usar o alto fluxo de nêutrons produzidos pela detonação de uma variedade de medidas que contribuam para o conhecimento científico em geral e para o programa de desenvolvimento do reator em particular. "[3]

Em 17 de maio de 1962 equipes de pesquisadores entraram na cavidade do Gnomo, encontraram estalactites feitas da sal derretido, bem como paredes de mesma composição das estalactites, os tons do sal variavam de azul, violeta e verde, tudo sendo efeito da radiação, mesmo seis meses após a detonação, a cavidade continuava a registrar 60 graus celsius positivos.
Hoje o que sobrou do projeto foram duas placas em cima da detonação, ambas com alta taxa de vandalismo.